# ブリギッタ・ブコヴェツ
ブリギッタ・ブコヴェツ（スロベニア語:Brigita Bukovec、1970年1月25日 - ）は、スロベニアの陸上競技選手。1996年アトランタオリンピックの銀メダリストである。リュブリャナ出身。

## 経歴
ブコヴェツは100mハードルを専門とした選手で、1989年から1991年にかけて3年連続ユーゴスラビアの国内タイトルを獲得。翌1992年にはユーゴスラビアから分離独立したスロベニアでも初代チャンピオンに輝いている。
スロベニア代表として、国としても個人としても初出場となった1992年バルセロナオリンピックの100mハードルでは、準決勝で敗退し決勝に進出することはできなかった。しかし、1993年、カナダのトロントで行われた世界室内陸上では、60mハードルで決勝に進出し7位、1994年のヨーロッパ選手権では13秒01で3位のブルガリアのヨルダンカ・ドンコワに100分の8秒及ばず4位、そして、1995年にスペインのバルセロナで行われた世界室内陸上では、キューバのアリウスカ・ロペスにわずか100分の1秒までに迫る7秒93で、カザフスタンのオルガ・シシギナに次いで3位となり、銅メダルを獲得した。
1996年のオリンピックシーズン初頭、ストックホルムで行われたヨーロッパ室内選手権の60mハードルでは、フランスのパトリシア・ジラール＝レノに、またしても100分の1秒差遅れ2位となる。アウトドアシーズンになり、7月から開催されたアトランタオリンピックでは、12秒59の自己ベストで、スウェーデンのリュドミラ・エンクイストに次いで銀メダルを獲得。スロベニア独立後初の女性オリンピックメダリストとなる。
アトランタオリンピックの翌年、アテネで開催された世界選手権では、12秒69で、メダルにわずかに手が届かず4位。1998年のヨーロッパ選手権では、12秒65でブルガリアのスベトラーナ・ディミトロワに次いで銀メダルを獲得した。そして現役最後の年となった1999年には、世界室内陸上で4位となっている。

## 主な実績
| 年   | 大会                         | 場所                             | 種目         | 結果    | 記録   |
| ---- | ---------------------------- | -------------------------------- | ------------ | ------- | ------ |
| 1989 | ヨーロッパジュニア陸上選手権 | ヴァラジュディン(ユーゴスラビア) | 100mハードル | 3位     | 13秒50 |
| 1990 | ヨーロッパ陸上選手権         | スプリト(ユーゴスラビア)         | 100mハードル | 8位(sf) | 13秒46 |
| 1991 | 世界陸上選手権               | 東京(日本)                       | 100mハードル | 5位(qf) | 13秒44 |
| 1992 | オリンピック                 | バルセロナ(スペイン)             | 100mハードル | 5位(sf) | 13秒28 |
| 1993 | 世界陸上選手権               | シュトゥットガルト(ドイツ)       | 100mハードル | 3位(sf) | 12秒98 |
| 1994 | ヨーロッパ陸上選手権         | ヘルシンキ(フィンランド)         | 100mハードル | 4位     | 13秒01 |
| 1995 | 世界室内陸上選手権           | バルセロナ(スペイン)             | 60mハードル  | 3位     | 7秒93  |
| 1995 | 世界陸上選手権               | イェーテボリ(スウェーデン)       | 100mハードル | 8位     | 13秒02 |
| 1996 | ヨーロッパ室内陸上選手権     | ストックホルム(スウェーデン)     | 60mハードル  | 2位     | 7秒90  |
| 1996 | オリンピック                 | アトランタ(アメリカ合衆国)       | 100mハードル | 2位     | 12秒59 |
| 1997 | 世界陸上選手権               | アテネ(ギリシャ)                 | 100mハードル | 4位     | 12秒69 |
| 1998 | ヨーロッパ陸上選手権         | ブダペスト(ハンガリー)           | 100mハードル | 2位     | 12秒65 |

## 自己ベスト
- 100mハードル - 12秒59 (1996年7月31日:アトランタ)